# Efter Kristus
|  | Wiktionary har en ordboksartikel om e.Kr.. |

Efter Kristus (förkortning: e.Kr., latin: Anno Domini, "i herrens år", kort: A.D. eller latin Anno Christi, "i Kristi år", kort: A.C.)  utläses "efter Kristi födelse" eller "efter Kristus" och är den i modern svenska vanligtvis använda benämningen på årtal enligt de Julianska och Gregorianska kalenderna – år 1 och framåt. Det fullständiga uttrycket är Anno Domini nostri Iesu Christi.
Årtalsräkningen används numera globalt genom Koordinerad universell tid UTC med globala tidszoner. 
För årtal och tidsangivelser innan år 1 (något år 0 finns inte) skrivs före Kristus (f.Kr.) efter angivelsen.
Kalendern utgår från en medeltida uppskattning av tidpunkten för Jesu födelse. I Europa har det varit det dominerande systemet för att ange årtal sedan medeltiden. Idag är det det mest utbredda systemet för att ange årtal i världen, och används som informell standard i vetenskapliga och kommersiella sammanhang.
I svenska texter använder man emellanåt f.v.t. och e.v.t. eller v.t. (före respektive efter vår tideräkning), när man vill distansera sig från kopplingen till kristendomen. Andra förslag till mer konfessionsneutral tideräkning, till exempel Holocén tid, har hitintills inte vunnit acceptans.

## Historia
Som kristen tideräkning i Östeuropa användes huvudsakligen den bysantinska kalendern Etos Kosmou. Den baserades på en beräkning från jordens skapelse med hjälp av Bibelns släktkrönikor. Den spreds i Bysantinska imperiet och många kristna ortodoxa länder, östligt ortodoxa kyrkans, och baserades på Bibelns grekiska Septuaginta översättningstext av Gamla testamentet. 
Den kalendern liknar i stort den julianska kalendern men firar nyår 1 september och årsräkningen Anno Mundi (AM) som utgår från världens skapelse enligt moseböckerna klockan 18 (solens nedgång och tiden för kyrkoårets helgmålsringning) den 1 september 5509 f.Kr, vilket skulle göra till exempel år 2000 e.Kr. till det 7500:e året sedan världens skapelse. Bysantinska kalendern användes av östligt ortodoxa kyrkan från cirka 691 till 1728 i Konstantinopels ekumeniska patriarkat. Det var också den officiella kalendern i Bysantinska riket från 988 till 1453, av Kievrus och Ryssland från cirka 988 till 1700. Denna kalender användes även i andra områden i det bysantinska inflytelseområdet som i bland annat Serbien.
Västerländsk kristendom antog på grund av Vulgata aldrig fullt ut Anno Mundi-tidräkningen. Vulgata som är en senare mer genomarbetad latinsk bibel-översättning, en tolkande översättning från hebreiska och andra grekiska källor. Vulgata ersatte Septuaginta i väster efter att den hade fullbordats av Hieronymus cirka 405. Grundproblemet var att det är stor skillnad om 1 732 år mellan Vulgata och Septuaginta i beräkningarna av skapelsen utan stämde bättre med den hebreiska Masoretiska bibeltexten. Det vill säga ur ett latinskt perspektiv stämde inte den bysantinska kalendern Etos Kosmou särskilt bra med Bibeln. 
I väst producerade man till en början inte kronologier baserade på Vulgata som stod i kontrast till de österländska beräkningarna från Septuaginta. Eftersom Vulgata inte fullbordades förrän bara några år före Visigoternas plundring av Rom 410, fanns det lite tid för sådana utvecklingar före de politiska omvälvningar som följde i väst. Oavsett orsakerna kom västvärlden så småningom att förlita sig på den självständigt utvecklade Anno Domini (AD)-tideräkningen. AM-datering fortsatte dock att vara av intresse av liturgiska skäl, eftersom det var av direkt relevans för beräkningen av Jesu födelse (AM 5197–5199) och Passionshistorien (AM 5228–5231). 
Diskrepansen blev allt mer uppenbar med åren och den politiska tyngdpunkten flyttades västerut varför Anno Domini kom att med tiden dominera tidräkningen i hela den sekulära världen i sin nuvarande form, den gregorianska kalendern.

## Internationellt bruk i dag
Den engelskspråkiga världen använder B.C. (Before Christ) för f.Kr. och A.D. (Anno Domini, utförligare anno Domini nostri Iesu Christi, latin för i Herrens år resp. i vår Herres Jesu Kristi år) för e.Kr. Parallellt används BCE (Before Common Era) för f.v.t. och CE (Common Era) för e.v.t. FN:s tidigare generalsekreterare Kofi Annan har motiverat stöd för den sistnämnda terminologin med att den gregorianska kalendern inte längre exklusivt tillhör de kristna; den fyller funktionen av ett gemensamt sätt att räkna tid mellan folk av olika tro och kulturer.
Efter den gregorianska kalenderns införande har bruket att sätta ut AD vid årtalet stadigt minskat.

## Naturvetenskapligt daterad ålder
Vid naturvetenskaplig datering av arkeologiska fynd, astronomiska objekt, med mera, anges ofta ålder som annum (antal år gammal), kiloannum (tusen år), megaannum (miljoner år) och gigaannum (miljarder år), istället för datum. 
Vid datering med kol-14-metoden används år före nutid (years before present, B.P.), det vill säga approximativt antal år innan 1950. Det årtalet har valts därför att metoden uppfanns då och metoden inte längre ger entydiga resultat efter 1950 på grund av att kärnvapenprovsprängningar då kraftigt ändrade kol-14-nivån i jordens atmosfär. Alternativt används kalibrerade år före nutid (B.P. cal), det vill säga år innan 1950, kompenserat för tillfälliga fluktuationer av kol-14-nivån i atmosfären under historiens gång.

## Källhänvisningar
1. ↑  Svenska skrivregler, s. 140., Liber 2008.
2. ↑  Harrison, Dick. ”Anno Domini”. Historiebloggen. SvD. http://blog.svd.se/historia/2011/02/25/anno-domini/. Läst 2 oktober 2018.
3. ↑   "Ecumenical Patriarchate". Religious and Ethical Encyclopedia. Vol. 9., Athens, 1966. p. 778.
4. ↑  
Annan, Kofi A., (som FN:s generalsekreterare) (28 juni 1999). ”Common values for a common era: Even as we cherish our diversity, we need to discover our shared values”. Civilization: The Magazine of the Library of Congress. Arkiverad från originalet den 1 maj 2011. https://web.archive.org/web/20110501020027/http://www.un.org/News/ossg/sg/stories/articleFull.asp?TID=37. Läst 10 januari 2010.